# Agdistis gittia
Agdistis gittia is een vlinder uit de familie vedermotten (Pterophoridae). De wetenschappelijke naam is voor het eerst geldig gepubliceerd in 1988 door Arenberger.
De soort komt voor in Europa.